# マンガ家さんとアシスタントさんと
『マンガ家さんとアシスタントさんと』（マンガかさんとアシスタントさんと）は、ヒロユキによる日本の漫画作品。略称は『マンアシ』。
『ヤングガンガン』（スクウェア・エニックス）にて、2008年4号から2012年19号まで連載され、2013年16号より続編『マンガ家さんとアシスタントさんと2』が連載されている。ドラマCD、アニメ化もされた。

## 概要
『ヤングガンガン』（スクウェア・エニックス）にて2008年4号から2012年19号まで、『月刊少年ガンガン』（同）にて2008年3月号から2012年7月号まで、『ガンガンONLINE』（同）にて2010年6月24日から2012年1月26日まで連載された。2011年1月26日に、マリン・エンタテインメントよりドラマCDが発売された。2013年12月にアニメ化が発表された。2014年4月より6月まで放送された。
またアニメ化にあわせて、『ヤングガンガン』2013年16号より2014年12号にかけて、続編『マンガ家さんとアシスタントさんと2』を隔号（月イチ）で連載した。

## ストーリー
主人公でスケベな漫画家の「愛徒勇気」とアシスタントの「足須沙穂都」との日常生活をゆるりと描く、爆笑マンガ家コメディー。

## 登場人物
担当声優はドラマCD版 / テレビアニメ版の順。1つのみの記載は特記ない限りテレビアニメ版の声優。
政治的判断で、キャラクターは年を取らない。

### 主人公とその関係者
愛徒 勇気（あいと ゆうき）
声 - 福山潤 / 松岡禎丞
本作の主人公。黒髪黒目の、特徴のない風貌の青年。身長175cm。1月1日生まれの22歳。夢は「死ぬまでに一度でいいから女の子に告白されたい」。自称「愛と勇気の漫画家」で、月刊少年ゴンゴンにて『はじらってカフェラッテ（はじカフェとよく略される）』を連載中。
かなり幼稚かつスケベな性格で、思い込みが激しく妄想癖がある。いわゆるコミュ障であるため、自らの趣味嗜好やデリカシーのなさを躊躇いなく公共の場でも大声で発しては、みはりをはじめとした女性陣に殴られているが、Mっ気があるのでほとんど効果がない。『はじらってカフェラッテ』もそういった少年が考えるエロスをそのまま描いたような内容で、パンチラ等の過剰な表現が非常に多いらしく一定の読者人気はあるが、女性によっては非常に嫌う人もいる。
しかし、裏表のなさや何事にも真摯である面だけは、女性陣から認められている。またみはりの失態で原稿をダメにしてしまった際も、全く怒ることもなく死力を尽くし再び描いて間に合わせるなど男気があることから、好感も抱かれている。
1度だけ、「はじカフェ」と同時進行で「襲来の少女」という漫画も描いており、1話、2話、3話がアンケートで第3位、4話目で巻頭カラーを飾り第2位の人気を取るほど。それに対して周りの女性陣が優しくしてくれたことから今まで以上のやる気を見せた（ギャルゲーよりも漫画を優先させるほど）が、女性陣とのハーレムのために頑張っていたことが露見したためみはりから鉄拳制裁を食らい、女性陣全員から断られたことによりやる気を無くし人気が落ちてしまったため、程なくして連載終了した。
続編「マンガ家さんとアシスタントさんと2」でも相変わらずの変態っぷりを見せており、沙穂都のアシスタントである純に対して、沙穂都と同等のセクハラ（ハプニングも込み）をして他の女性陣と同じように扱われている。
読み切り版では、変態っぷりは変わらないが、丁寧な言葉で話すことが多いキャラだった。
足須 沙穂都（あしす さほと）
声 - 能登麻美子 / 早見沙織
背中まで伸ばした黒髪が特徴の、スレンダーな美人。ショートパンツに黒のニーソックスを履いている。身長163cm。3月27日生まれの19歳。
愛徒のアシスタント。1人暮らしをしている。みはりの紹介により、1年前から手伝っている。普段はマンガの専門学校に通っている学生。時折、自作のネームをみはりに見てもらっているが、「普通すぎる」などの理由でデビューできるほどの作品は作れていない。愛徒の発言をヒントに、自分の内に抑圧されたもの（主に、愛徒絡みのストレス）を漫画にぶつけた結果、入賞して連載を果たしそうになるが、エロ過ぎて没になった（後に、10巻で自分と愛徒をモデルにした漫画で連載を決めデビューした）。
基本的に真面目で大人しい性格で、愛徒のセクハラ発言やエロ本には動じない（耐性ができている）。だが、上記の漫画の件や、所有している下着の一部（後述の沙穂乃の発言から）から、一部の登場人物からは「ムッツリスケベ」と思われている。愛徒に対しては「手間のかかる子供」と認識しており、その行動に目くじらを立てることはあっても、嫌ってはいない。一般人からあまり好まれないマスコットキャラクターへ惹かれやすい傾向がある。ハマっている物を罵倒されるとかなり怒る。またサディストの気があり、後半では愛徒に対して、罵倒しながら鞭を打ってストレスを発散しているが、その度にみはりに見られては、唖然とされている。
スリムな体型で美人であり、周りからは羨まれるほどだが、自身は体型（胸部）についてはあまり良くないと感じている。学生時代に何回か告白されたらしいが、漫画以外に興味が無かったために、全て断っている。
続編「マンガ家さんとアシスタントさんと2」では、前述した身の回りの様子をモデルにしたデビュー作である「アシマン」の連載を頑張っているが、第一話の順位が8位（愛徒の「はじカフェ」の第一話と同じ順位）だったことに危機感を感じてから一層頑張っている。しかし頑張りすぎて入浴を怠ったり、一時期は部屋がゴミだらけになっていたこともある。この辺りは一度愛徒に注意（というよりは懇願）されてからは、ちゃんとしているようである。続編でも、アシスタントの純と共に愛徒からセクハラを受けては辛辣にしているが、純がマンガのアイデアに悩んでいる時は愛徒から教わったことをそのまま利用したり、お金が無い時は夕飯を作ってあげたりと、愛徒のことは嫌いになりきれない様子。
読み切り版と連載版で、特に違いは無い。
音砂 みはり（おとすな みはり）
声 - 戸松遥 / 能登有沙
パンツスーツを仕事着にしている、短めの金髪をツーテールにした女性。身長155cm。7月22日生まれの22歳。
月刊少年ゴンゴンの編集部員で、愛徒と貫の担当。愛徒とは高校時代からの腐れ縁で、自らも漫画家になりたかったが、才能のなさを指摘されて編集者の道を選んだ。
暴走する愛徒に容赦のない制裁を加えるほど気性は荒いが、「素敵な人と結婚して幸せな家庭を持ちたい」という純粋な結婚願望を持っている。昔はロングのツインテールだったが、愛徒のデビュー当時に、自分の失態で愛徒に大変な思いをさせてしまったため、もう失態しないという決意表明として今の髪型になった。
身長の割に胸が小さい（AAカップ）ことを気にしており、ゴンゴンの編集部の面接の時に、アピールポイントを聞かれたときに「胸の小ささなら誰にも負けません！」と言うほど（それが決め手となって採用されている）。胸を愛徒にからかわれたときには、10段重ねのタンコブを作った。9巻では胸が大きくなった（それでも、たったの2mmだが）ことに涙を流しながら愛徒と大喜びしていた。体型はスリムであり、顔を含め、見た目で悪く見られたことはない。
続編「マンガ家さんとアシスタントさんと2」ではデビューした沙穂都のサポートを優先的に行っており、愛徒の所に行く頻度が落ちている。そのことから愛徒に完成したネームを焼かれそうになったり、自分のパンツ（さっきまで履いてたもの）を渡す羽目になったりと、前作と同じくらい迷惑をかけられている。
風羽 りんな（ふわ りんな）声 - 豊崎愛生 / 井口裕香
やわらかいロングヘアの、巨乳の美少女。身長158cm。10月8日生まれの18歳。女子大生。
愛徒の熱狂的なファンでありアシスタント。漫画の描き方を知らなかったが、「可愛いから」という理由でアシスタントに採用された。
温厚温和やや天然ボケな性格で、誰に対しても笑顔で接する。愛徒に対して暴力的な女性陣が多い中、彼に暴力を振るわず、それどころか結婚しても良いとさえ思っている。愛徒と沙穂都を恋人同士と勘違いしたり、彼女をライバル視することもある（とはいえ、取り立てて行動を起こしているわけではない）が、将来は周りの女性陣と愛徒と共に幸せな生活をしたいと言っている。
一度、漫画のネームを書いたことがあるが、腕は沙穂都と同程度（沙穂都は自分より面白いと思っている）。
黒井 せな（くろい せな）
声 - 釘宮理恵 / 同左
足元まで伸びた金色のストレートロングヘアと黒いゴシック調の服が特徴の、小柄な少女。身長140cm。12月10日生まれの19歳。
速度と質を兼ね備え、大物漫画家ですら頭が上がらないスーパーアシスタント。ただ非常に気むずかしいことで知られている。1Pの原稿に背景のラフを描いただけで、愛徒に10万円を要求した。
誰に対しても中性的な物言いと尊大な態度を崩さないが、愛徒の行動には度々態度を掻き乱されている。また、お菓子を出されて喜んだり、クマのイラストがプリントされたショーツを愛用するなど、年に似合わない（しかし見た目には相応の）一面も持つ。ウイスキーボンボンを食べると酔っぱらって幼児化する。
インクボトルの蓋を開けることすらできないほどに非力であり、今までの仕事では力仕事（とすら言えないが）に遭遇する度に、それを隠すため「機嫌を損ねて」すぐに帰ってしまっていた。
巻を重ねるに連れて本人にとっての失態を幾度も愛徒に晒すが、そのまま受け入れその後も態度が全く変わらない様に好意を抱いている。しかし本人は好意なのかどうかわからず、福引で当たったペアの温泉旅行に愛徒を誘って行き、そこで完全に愛徒への好意を自覚する（10巻では告白まがいのこともしている）。劇中で愛徒との絡みが一番（物理的に）多いキャラであり、後半になると出番が増えている。
続編「マンガ家さんとアシスタントさんと2」では愛徒が気になり過ぎて沙穂都に愛徒の仲を聞いたり、一アイドルのライブに誘われた時に、沙穂都の代わりと聞いて憤慨したり（実際は沙穂都の代わりでは無かった）と好きなのに、素直になれない状況が続いている。
波田 まなび（なみだ まなび）
外跳ねの髪が特徴の少女。
漫画家を目指す中学生。自作のネームをゴンゴン編集部に持ち込んだが酷評され、偶然居合わせた愛徒に弟子入りする。
ネガティブ思考が強く、すぐに泣いてしまう。愛徒に関してもあまり信用していないが、漫画家になるためにと我慢している。一度、愛徒たちに進路相談を持ち込んだが、逆に不安になってしまった。
清崎 純（きよさき じゅん）
新シリーズから登場した沙穂都のマネージャー。清く、正しく、美しい、栗色のストレートミディアムヘアの美人でGカップの巨乳。本人は巨乳であることにコンプレックスを持っているが、愛都曰く「Gカップで形もよく、抜群のハリも兼ね備えている、奇跡のおっぱい」。スタイルが良い為に、よく男に狙われるので、護身術を身に付けている。
沙穂都の描く漫画にあこがれてマネージャを志望。沙穂都と愛都の師弟関係は当初知らなかったが、愛都の描くはじカフェを「最低の漫画」として愛都自体を初対面で強く嫌い、その後も事あるごとに愛都を「変態」と激しく罵っている。
ブラニャー
声 - ???（非公開）
愛徒が拾った猫。沙穂都に可愛がられつつ、人間並みの知能と猫離れした動きで愛徒を翻弄する。作中ではもはや、猫としては描かれていない。
元々「ブラニャー」とは愛徒の作り出したキャラクターで、スーツを着てブラジャーをかぶった猫だが、捨てられていた猫がキャラクターに瓜二つだったため、同じ名前を付けられたうえに衣類を着せられ、飼われることになった。
最近は性格が丸くなり、プラカードによるコミュニケーションも可能となった。また、『僕とジョセフィーヌの恋〜そして別れ〜』で漫画家デビューを果たし、愛徒との間に友情関係が芽生える。
キャラクターのブラニャーは沙穂都のお気に入りだが、他の女性陣には良さが理解されていない。同じく愛徒が考案したキャラクターに、ネズミと女性下着とシルクハットをモチーフにした「パンチュー」がある。

### 月刊少年ゴンゴン連載陣
貫 一真（つらぬき かずま）
声 - 宮下栄治（ドラマCD版）
マンガ家。月刊少年ゴンゴンで『熱血（ファイアー）ファイター』を連載していたが、単行本が売れず、打ち切られた。誌上での人気は20作品中14位。『熱血ファイター』が打ち切られた後はボツを連発するが、その1年後にヤケクソで描いた『とびちれ!うんちマン』がウケて連載となり、しかも高順位を得ている。しかし、本人は打ち切りをまだ引きずっているため、高順位であることを信じない。
非常に暑苦しい熱血そのものの性格。みはりに秘かな想いを寄せ、彼女に迷惑をかけている愛徒を目の敵にしている。愛徒の見解では、ムッツリスケベであるらしい。
兎美都 冥聖（とみと めいせい）
声 - 緑川光（ドラマCD版）
売れっ子マンガ家。月刊少年ゴンゴンで『J・O・D（ジャッジメント・オブ・ダークネス）』を連載中。誌上での人気は20作品中2位。コミックス累計400万部の売り上げと印税2億円という実績を持ち、その名の通り「富と名声」を手にしている。
プライドが高く、その実績から他の漫画家を見下している。その実、寂しがり屋で愛徒に友人になってほしいとも思っているが、素直に言えない。いつも誰かに囲まれていて幸せそうな愛徒をうらやましく思っている。当初沙穂都を自分のアシスタントにしようと目論んでいた（が、愛徒にアプローチし始めると沙穂都を邪魔扱いするようになった）。
元木 たまこ（もとき たまこ）
漫画家。ゴンゴンの新連載『テンション1000%』を執筆。頭頂部に2本のアホ毛が生えた、八重歯が特徴的な少女。
元気いっぱいの性格で、嬉しくなると誰彼構わず抱きつく癖がある。抱きつかれる異性は「将来の伴侶だけ」と決めているが、愛徒ならOKとしている。「こんな恥ずかしい漫画（『はじカフェ』）を描けるなんて、本当のプロ」と、愛徒を尊敬している。
今野 一華（こんの いちか）
漫画家。ゴンゴン人気ナンバー1の『アドベンチャーワールド』作者。スタイル抜群の眼鏡美女であるが、歳は三十路近くで10代の頃から漫画を描き続けており、恋愛経験は0。社会的地位や年収といった女性としてのレベルが高すぎて逆に異性が寄って来ないタイプである。
楽しいことのためなら、人をからかうことも厭わない軽い性格。スケベな性格ながら周囲に人が絶えない愛徒を気に入り、初めて会った直後に愛徒宅の隣に引っ越して以来、何度となく遊びに訪れている。
続編「マンガ家さんとアシスタントさんと2」で、週に2、3回の頻度で夜に「（独り身で）さびしい…」と言って泣いていることが判明した。

### 月刊少年ゴンゴン編集部
皆野 まとめ（みなの まとめ）
声 - 田中真奈美
月刊少年ゴンゴン編集長。緑色のショートヘアの女性。お菓子が好きで、いつもチョコやクッキーを食べており、とても小柄で、小学生とも見紛う。
笑顔を見せることはほとんどない。「遊び」と称して愛徒宅近くの公園に現れ、愛徒をからかったり、励ましたりしている。愛徒はまとめが編集長とは知らず、一般人の子どもだと思っていた。基本的にノーパンが多いらしい。
口数は少ないがその指摘は的確であり、漫画に対しては一片の情も挟まず厳格に対応するため、見た目に関わらず編集長として敬意を持たれている。
富都 剛健（とみと ごうけん）
声 - 安元洋貴
兎美都の担当編集者で彼の実兄。ゴンゴン副編集長。
厳つい顔の大男であるが、非常に礼儀正しい。漫画家となった弟の世話を焼いている。
種持 葵（たねもち あおい）
ゴンゴンの新人編集部員。黒髪をおかっぱにした、女性と見紛うほどおとなしく可愛い男性であるが、実は同性愛者。愛徒ならば自分を受け入れてくれるのではないかと思い、彼に迫る。

### その他の登場人物
住野 まもり（すみの まもり）
愛徒の住むアパートの管理人。眼鏡をかけている。
姉の美麗とは対照的で押しが弱い女の子。天然。
同じようなタイプのりんなとは波長が合うらしい。
住野 美麗（すみの みれい）
まもりの姉。「大人の女」の雰囲気を醸し出している美人女性。
家賃を払うことを条件に怪しげな約束をして愛徒に金を作らせるが、その後はあっさり反故にするという狡猾な性格。
足須 沙穂乃（あしす さほの）
声 - 伊藤美来
13歳の中学1年生。沙穂都の妹。真面目な姉の扱いに長けた、ちゃっかり者。沙穂都のセクシーなパンティーを自分で穿いたり愛徒に渡すなど、中学生らしからぬエロさで編集長との間に友情が芽生えた。
榎下 紗々絵（えのした ささえ）
今野一華のマネージャー兼チーフアシスタント。
非常にクールな性格をしている。一華とは気の知れた仲。消去法だが、同じ漫画家で高収入の冥聖を一華の結婚相手に相応しい相手と見做している。
りんなの父
髭を生やした、ガタイのいい中年男性。
娘を溺愛しており、愛徒宅を訪れてアシスタントを辞めさせようとした。

## 書誌情報等
第1シリーズ
1. 2008年11月25日初版発行 ISBN 978-4-7575-2408-8
2. 2009年7月25日初版発行 ISBN 978-4-7575-2597-9
3. 2009年12月26日初版発行 ISBN 978-4-7575-2761-4
4. 2010年6月25日初版発行 ISBN 978-4-7575-2916-8
5. 2010年12月25日初版発行 ISBN 978-4-7575-3107-9
6. 2011年4月25日初版発行 ISBN 978-4-7575-3209-0
7. 2011年8月25日初版発行 ISBN 978-4-7575-3344-8
8. 2011年12月24日初版発行 ISBN 978-4-7575-3459-9
9. 2012年6月25日初版発行 ISBN 978-4-7575-3638-8
10. 2012年12月25日初版発行 ISBN 978-4-7575-3836-8

第2シリーズ
1. 2014年6月25日初版発行 ISBN 978-4-7575-4342-3

## ボイスドラマ
マリン・エンタテインメントから、2011年1月26日に発売。
- ドラマCD マンガ家さんとアシスタントさんと【通常盤】（2011年、MMCC-4244）[4]
- ドラマCD マンガ家さんとアシスタントさんと【限定盤】（2011年、MMCC-4244）[5]

## テレビアニメ
『マンガ家さんとアシスタントさんと THE ANIMATION』（マンガがさんとアシスタントさんと ジ・アニメーション）のタイトルで、2014年4月より『DIABOLIK LOVERS』とのセットで6月まで放送された。1話あたり約13分の作品。
監督は古田丈司、シリーズ構成は『惡の華』の伊丹あき、キャラクターデザインは『エリアの騎士』の鶴田仁美、アニメーション制作はZEXCSがそれぞれ担当する。
TOKYO MX、BS11ではエンディングおよび次回予告は省略されるが、AT-Xおよびネット配信についてはこれらは放送。

### スタッフ
- 原作 - ヒロユキ（ヤングガンガンコミックス／スクウェア・エニックス刊）
- 監督 - 古田丈司
- シリーズ構成・脚本 - 伊丹あき
- キャラクターデザイン・総作画監督 - 鶴田仁美
- プロップデザイン - 出野喜則
- 美術監督 - 田尻健一
- 色彩設計 - 篠原愛子
- 撮影監督 - 久野利和
- 編集 - 平木大輔
- 音響監督 - 本山哲
- 音楽 - 菊谷知樹
- 音楽制作 - ランティス
- 音楽プロデューサー - 伊藤善之
- プロデューサー - 吉武真太郎、竹内崇剛、福田順、岩下由希恵、田島宏行、成田拓也、龍見太輔、鈴木沙弥香
- 制作プロデューサー - 新宅潔
- アニメーション制作 - ZEXCS
- 製作 - 「マンアシ」製作委員会（フロンティアワークス、アミューズソフト、クロックワークス、ランティス、ドコモ・アニメストア、東洋レコーディング、ツクルノモリ）

### 主題歌
オープニングテーマ「純粋なフジュンブツ」
作詞 - 畑亜貴 / 作曲・編曲 - 高田暁 / 歌 - StylipS
放送時間の短い局においては、第12話でエンディングを放送するためにカットされた。
エンディングテーマ
「Spica.」（第1話 - 第11話）
作詞 - 辻純更 / 作曲・編曲 - 奥田もとい / 歌 - StylipS
放送時間の短い局においては、オープニングを放送するためにカットされた。第12話では挿入歌として使用。
「終わりなきパンツ」（第12話）
作詞 - 畑亜貴 / 作曲・編曲 - 本田光史郎 / 歌 - 愛徒勇気（松岡禎丞）

### 各話リスト
| 話数   | サブタイトル                                                | 絵コンテ | 演出              | 作画監督                            |
| ------ | ----------------------------------------------------------- | -------- | ----------------- | ----------------------------------- |
| 第1話  | おっぱいを究めろ!夢みるお仕事パンツウォーズ音砂みはりの休日 | 古田丈司 | 古田丈司          | 鶴田仁美                            |
| 第2話  | それが大事新アシスタント登場はじめての二人                  | 古田丈司 | 古田丈司          | 北川大輔                            |
| 第3話  | エッチ本パニック看病できるかな?黒い彗星現る                 | 古田丈司 | 蔵本穂高          | 沼津雅人                            |
| 第4話  | SとMマスコットキャラブラニャー登場セブンティーンみはり      | 古田丈司 | 蔵本穂高          | 沼津雅人                            |
| 第5話  | 公園ショックいつかは身近な人を参考に                        | 岡村正弘 | 岡村正弘          | 前田学史、野道佳代 北川大輔         |
| 第6話  | 温泉に行こう                                                | 岡村正弘 | 古田丈司 岡村正弘 | 千葉充、川島尚 稲津辰宣、長屋誠志郎 |
| 第7話  | 妹襲来二人の夜スーパーアシスタントをおんぶ                  | 古田丈司 | 長屋誠志郎        | 北川大輔                            |
| 第8話  | 編集長チェック女の子の気持ちにやりすぎ                      | 永岡智佳 | 永岡智佳          | 鶴田仁美、松本美雪 野道佳代         |
| 第9話  | 過去の過ち                                                  | 高橋成世 | 土屋智義          | 三島千枝                            |
| 第10話 | せなちゃん危機一髪応援します!雨トーク                       | 高橋成世 | 高林久弥          | 藤原未来夫、出野喜則 北川大輔       |
| 第11話 | 恐れていた変化がんばれせなちゃん自分を知ろう                | 古田丈司 | 古田丈司          | 前田学史、藤原未来夫                |
| 第12話 | 前進夏の終わりパンツで分かる性格診断                        | 古田丈司 | 古田丈司          | 千葉充、北川大輔                    |

### 放送局
| 放送地域 | 放送局             | 放送期間                | 放送日時                     | 放送系列   | 備考                                            |
| -------- | ------------------ | ----------------------- | ---------------------------- | ---------- | ----------------------------------------------- |
| 東京都   | TOKYO MX           | 2014年4月8日 - 6月24日  | 火曜 1:05 - 1:18（月曜深夜） | 独立局     |                                                 |
| 日本全域 | AT-X               | 2014年4月8日 - 6月24日  | 火曜 23:30 - 23:44           | CS放送     | リピート放送あり                                |
| 日本全域 | dアニメストア      | 2014年4月9日 - 6月25日  | 水曜 12:00 更新              | ネット配信 | 製作委員会参加 見放題サービス利用者は全話見放題 |
| 日本全域 | ニコニコ生放送     | 2014年4月10日 - 6月26日 | 木曜 0:00 - 0:13（水曜深夜） | ネット配信 |                                                 |
| 日本全域 | GYAO!              | 2014年4月10日 - 6月26日 | 木曜 0:00 更新（水曜深夜）   | ネット配信 |                                                 |
| 日本全域 | ニコニコチャンネル | 2014年4月10日 - 6月26日 | 木曜 12:00 更新              | ネット配信 |                                                 |
| 日本全域 | BS11               | 2014年4月15日 - 7月1日  | 火曜 0:30 - 0:43（月曜深夜） | BS放送     | ANIME+枠                                        |
| 日本全域 | バンダイチャンネル | 2014年4月24日 - 7月10日 | 木曜 12:00 更新              | ネット配信 |                                                 |

### ミニOVA
Blu-ray&DVD各巻に収録の短編アニメ。
| 話数  | サブタイトル                             | 絵コンテ   | 演出     | 作画監督 |
| ----- | ---------------------------------------- | ---------- | -------- | -------- |
| 第1話 | 足須さんの休日やってみなくちゃわからない | 重本和佳子 | 内山まな | 大沢美奈 |
| 第2話 | 夢みるマンガ家さん                       | 古田丈司   | 篠原正寛 | 大沢美奈 |
| 第3話 | デートでお勉強                           | 古田丈司   | 酒井和男 | 大沢美奈 |
| 第4話 | かわいいを守ろう                         | 古田丈司   | 酒井和男 | 出野喜則 |
| 第5話 | 妹VS編集長                               | 古田丈司   | 古田丈司 | 鶴田仁美 |
| 第6話 | お昼寝日和キレたアシスタント             | 古田丈司   | 古田丈司 | 鶴田仁美 |

### BD / DVD
| 巻 | 発売日         | 収録話          | 規格品番  | 規格品番  |
| 巻 | 発売日         | 収録話          | BD        | DVD       |
| -- | -------------- | --------------- | --------- | --------- |
| 1  | 2014年6月25日  | 第1話 - 第2話   | ASBD-1115 | ASBY-5751 |
| 2  | 2014年7月23日  | 第3話 - 第4話   | ASBD-1116 | ASBY-5752 |
| 3  | 2014年8月27日  | 第5話 - 第6話   | ASBD-1117 | ASBY-5753 |
| 4  | 2014年9月24日  | 第7話 - 第8話   | ASBD-1118 | ASBY-5754 |
| 5  | 2014年10月29日 | 第9話 - 第10話  | ASBD-1119 | ASBY-5755 |
| 6  | 2014年11月26日 | 第11話 - 第12話 | ASBD-1120 | ASBY-5756 |

### CD
| 発売日        | タイトル                                                               | 規格品番                                            |
| ------------- | ---------------------------------------------------------------------- | --------------------------------------------------- |
| 2014年5月21日 | 純粋なフジュンブツ                                                     | LACM-14217（アーティスト盤） LACM-14218（アニメ盤） |
| 2014年6月25日 | TVアニメ『マンガ家さんとアシスタントさんと』オリジナルサウンドトラック | LACA-15413                                          |

### Webラジオ
『マンアシラジオ』のタイトルで2014年4月2日から7月9日までHiBiKi Radio Stationにて配信されていた。毎週水曜更新。出演は早見沙織（足須沙穂都役）と能登有沙（音砂みはり役）の両名。